# Arhipelagul Tuamotu

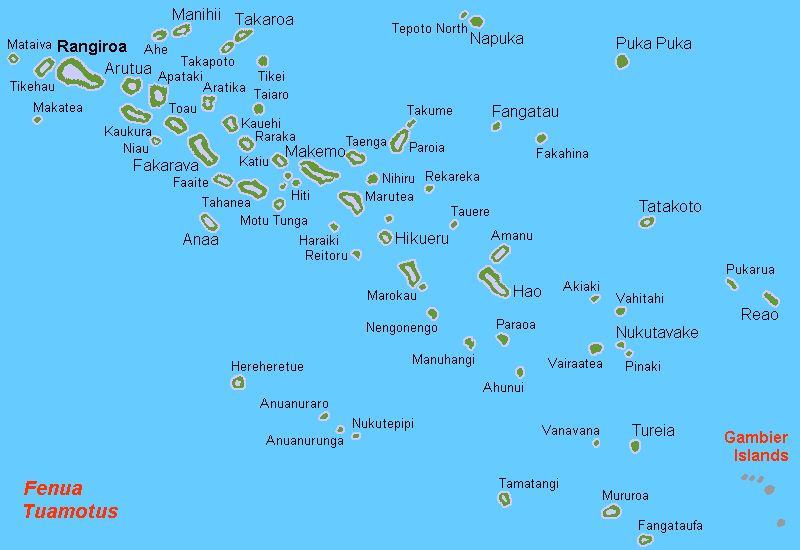

Arhipelagul Tuamotu (denumire veche: Insulele Paumotu, Dangerous Islands, Low Archipel) aparține de Polinezia Franceză, arhipelagul fiind situat la est de Arhipelagul Societății fiind arhipelagul cu cel mai mare număr de atoli (cca. 78) cu insule nenumărate dintre care 45 sunt locuite, cca. 15 000 de polinezieni.

## Geografie
Arhipelagul Tuamotu fiind foarte răsfirat este arhipelagul cu cea mai mare întindere de pe glob. Insulele sunt grupate sub formă de lanțuri, care se întind din sud de la Mataiva spre nord până la Temoe și spre sud-est pe o distanță de 2000 km, pe o suprafață de 2 milioane km² din care uscat este numai 850 km². Insulele arhipelagului cu excepția Insulelor Gambier insule de origine vulcanică din sud, sunt toate insule joase (altitudinea de 80 m deasupra n.m.) înconjurate de atoli de corali.

## Insulele
- Grupa de nord-vest cu subgrupele Îles du Roi Georges și Îles Pallisier, aici aparțin de exemplu insulele: Ahe, Mataiva, Makatea, Manihi, Rangiroa, Tikehau
- Grupa centrală de vest cu insulele: Anaa, Niau, Fakarava
- Grupa centrală de est cu insulele: Ahunui, Amanu, Fangatau, Hao, Nukutuvake
- Grupa de nord-est (Îles du Désappointement) cu insulele: Puka-Puka, Napuka, Tepoto
- Grupa de est cu insulele: Pukarua, Reao, Tatakoto.
- Grupa Îles du Duc de Gloucester cu insulele: Anuanurao, Anuanurunga
- Grupa de sud cu insulele: Fangataufa, Mururoa, Tamatangi
- Grupa Acteon cu insulele: Tenararo, Tenarunga, Vahanga
- Insulele Gambier cu: Mangareva, Tokorua, Taravai

## Clima
Clima este caldă tropicală umedă, cu o temperatură medie anuală de 26  °C. 
Apele curgătoare sau izvoarele sunt temporare nu curg tot timpul anului, apa de băut fiind apa de ploaie. Precipitațiile sunt bogate pe insulă 1.400 mm/an în comparație cu orașul Köln care are în medie 700 mm/an. Perioada mai uscată pe insule este în lunile septembrie și noiembrie.

## Galerie de imagini

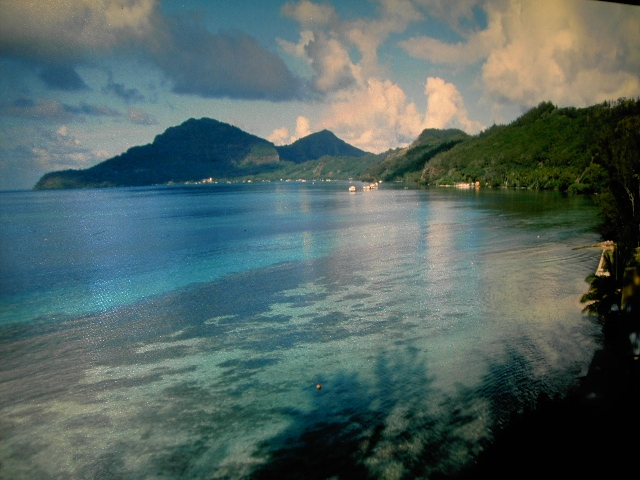
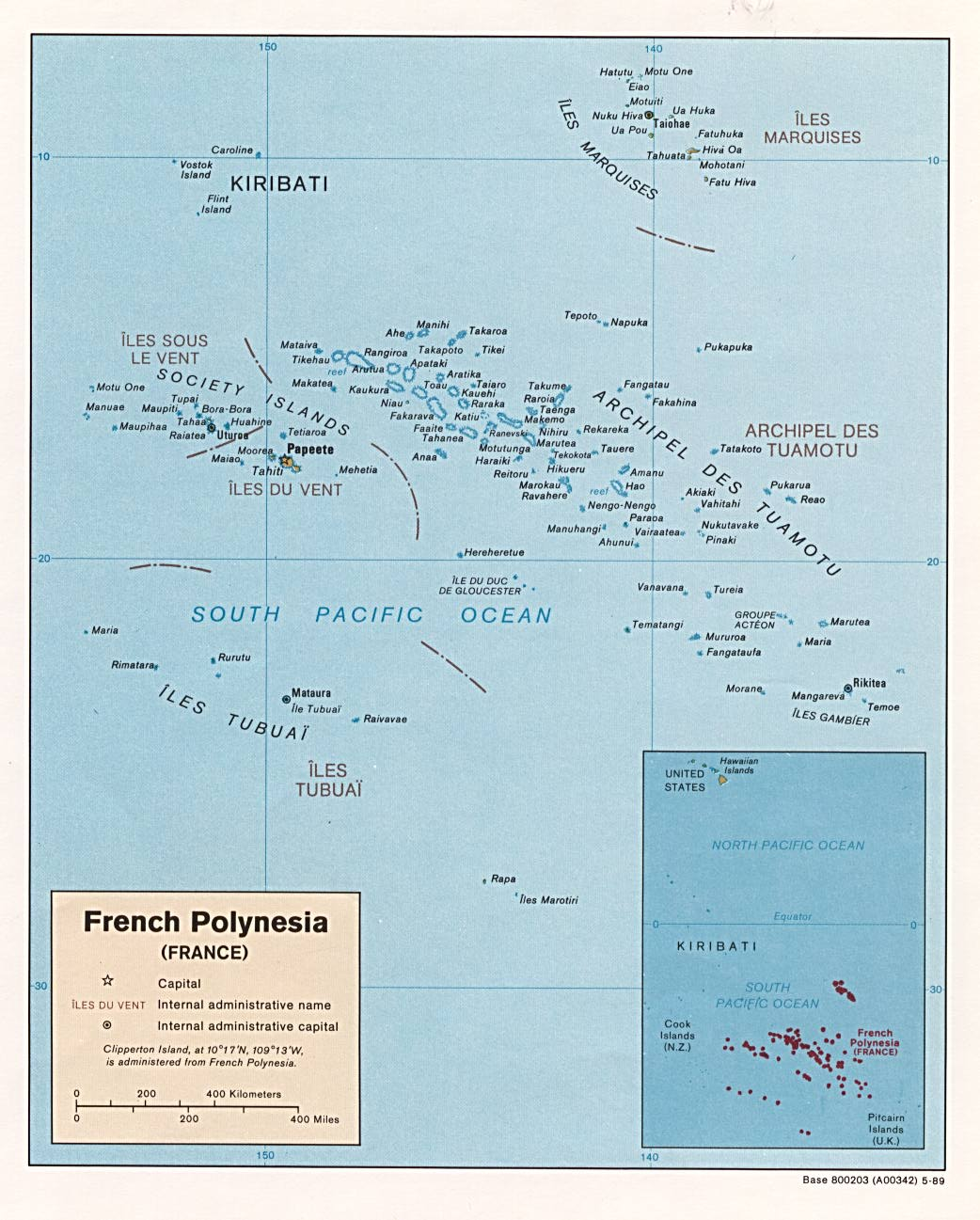
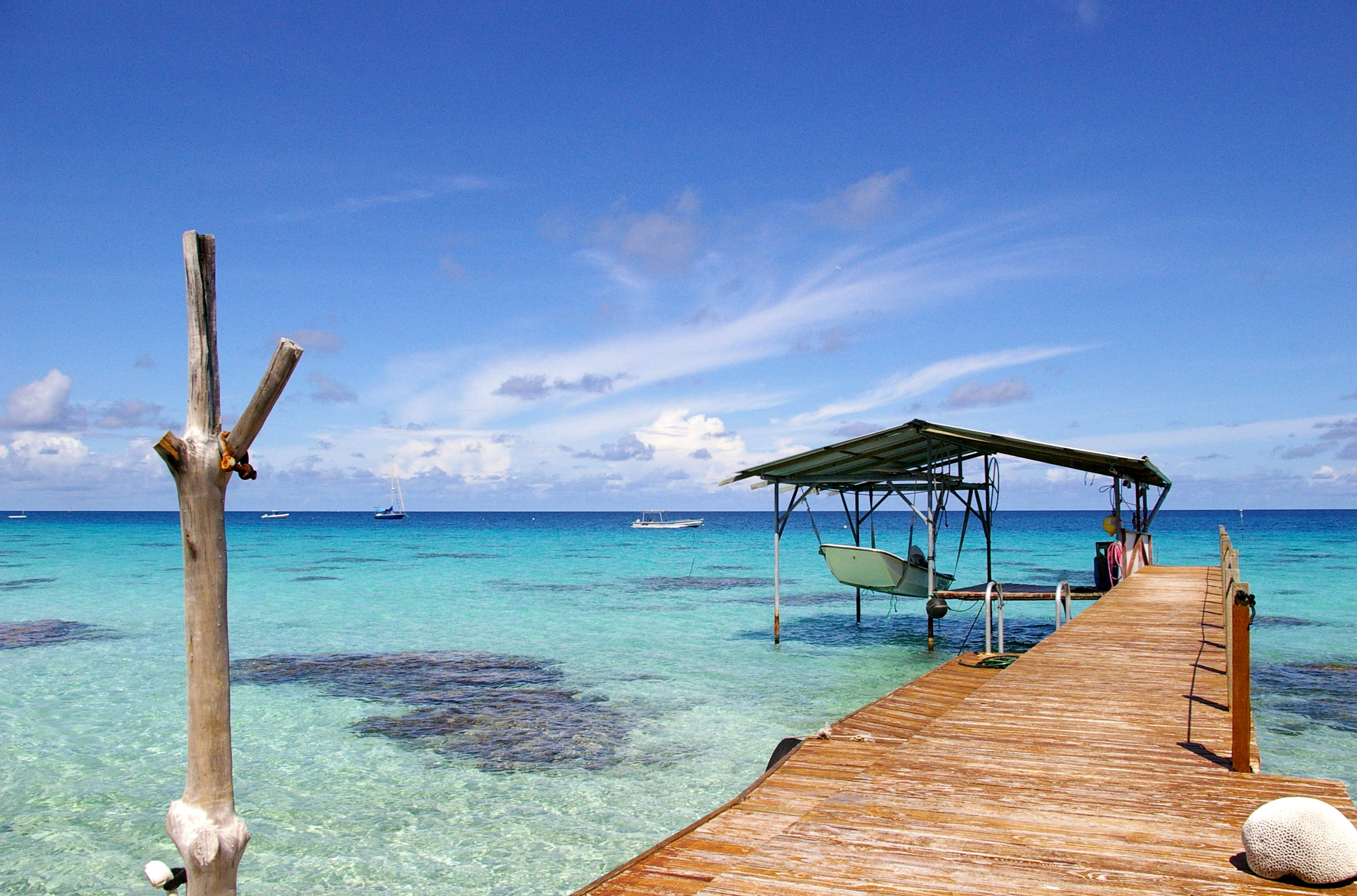